# Campeonato Mundial de Tiro de 1978
El XLII Campeonato Mundial de Tiro se celebró en Seúl (Corea del Sur) en el año 1978 bajo la organización de la Federación Internacional de Tiro Deportivo (ISSF) y la Federación Surcoreana de Tiro.
Las competiciones se realizaron en el Campo de Tiro Internacional de Taenung de la capital .

## Resultados

### Masculino
| Evento                                    | Oro                                   | Plata                                 | Bronce                                    |
| ----------------------------------------- | ------------------------------------- | ------------------------------------- | ----------------------------------------- |
| Rifle 3 posiciones 300 m                  | Lones Wigger Estados Unidos 1160 pts. | Juhani Laakso · Finlandia · 1155 pts. | Kuno Bertschy · Suiza · 1151 pts.         |
| Rifle 3 posiciones 300 m (equipos)        | Estados Unidos 4577                   | Suiza · 4573                          | Finlandia · 4573                          |
| Rifle en pos. tendida 300 m               | Walter Inderbitzin · Suiza · 399      | Lones Wigger Estados Unidos 398       | Tore Hartz · Noruega · 398                |
| Rifle en pos. tendida 300 m (equipos)     | Estados Unidos 1575                   | Finlandia · 1575                      | Suiza · 1574                              |
| Rifle en pos. de rodillas 300 m           | Kuno Bertschy · Suiza · 391           | Tore Hartz · Noruega · 390            | Juhani Laakso · Finlandia · 389           |
| Rifle en pos. de rodillas 300 m (equipos) | Suiza · 1537                          | Estados Unidos 1531                   | Finlandia · 1526                          |
| Rifle en pos. de pie 300 m                | Malcolm Cooper Reino Unido 379        | Robert Cheyne · Canadá · 376          | Lones Wigger Estados Unidos 375           |
| Rifle en pos. de pie 300 m (equipos)      | Estados Unidos 1473                   | Suiza · 1462                          | Finlandia · 1452                          |
| Rifle estándar 300 m                      | David Kimes Estados Unidos 577        | Yves Prouzet Francia 574              | Malcolm Cooper Reino Unido 573            |
| Rifle estándar 300 m (equipos)            | Estados Unidos 2281                   | Suiza · 2258                          | Finlandia · 2251                          |
| Rifle 3 posiciones 50 m                   | Lanny Bassham Estados Unidos 1165     | Malcolm Cooper Reino Unido 1159       | Ulrich Lind RFA 1158                      |
| Rifle 3 posiciones 50 m (equipos)         | Estados Unidos 4604                   | RFA 4598                              | Suecia · 4587                             |
| Rifle en pos. tendida 50 m                | Allister Allan Reino Unido 599        | Lones Wigger Estados Unidos 598       | Lanny Bassham Estados Unidos 598          |
| Rifle en pos. tendida 50 m (equipos)      | Estados Unidos 2379                   | RFA 2378                              | Suiza · 2364                              |
| Rifle en pos. de rodillas 50 m            | John Churchill Reino Unido 390        | Charles Jermann · Suiza · 390         | Barry Dagger Reino Unido 390              |
| Rifle en pos. de rodillas 50 m (equipos)  | Reino Unido 1542                      | RFA 1538                              | Austria · 1536                            |
| Rifle en pos. de pie 50 m                 | Esbjörn Svensson · Suecia · 379       | Seo Jang-Woon Corea del Sur 376       | Lanny Bassham Estados Unidos 376          |
| Rifle en pos. de pie 50 m (equipos)       | Estados Unidos 1486                   | RFA 1481                              | Suecia · 1476                             |
| Rifle de aire 10 m                        | Oswald Schlipf RFA 390                | Barry Dagger Reino Unido 386          | G. Zuccoli · Italia · 385                 |
| Rifle de aire 10 m (equipos)              | RFA 1531                              | Estados Unidos 1511                   | Corea del Sur 1510                        |
| Pistola 50 m                              | Moritz Minder · Suiza · 577           | Ragnar Skanåker · Suecia · 569        | Karl Westphalen RFA 565                   |
| Pistola 50 m (equipos)                    | Suiza · 2203                          | Japón 2202                            | RFA 2200                                  |
| Pistola rápida de fuego 25 m              | Ove Gunnarsson · Suecia · 595         | Werner Beier RFA 595                  | Gerhard Petritsch · Austria · 594         |
| Pistola rápida de fuego 25 m (equipos)    | RFA 2366                              | Italia · 2353                         | Suecia · 2353                             |
| Pistola de fuego 25 m                     | Seppo Mäkinen · Finlandia · 592       | Park Jong-Jil Corea del Sur 588       | Seppo Saarenpää · Finlandia · 588         |
| Pistola de fuego 25 m (equipos)           | Finlandia · 2347                      | Suiza · 2343                          | Suecia · 2334                             |
| Pistola estándar 25 m                     | Ragnar Skanåker · Suecia · 583        | Seppo Saarenpää · Finlandia · 580     | Hannu Paavola · Finlandia · 577           |
| Pistola estándar 25 m (equipos)           | Finlandia · 2297                      | Italia · 2280                         | Suiza · 2276                              |
| Pistola de aire 10 m                      | Paavo Palokangas · Finlandia · 391    | Seppo Saarenpää · Finlandia · 390     | Paulo Lamego · Brasil · 388               |
| Pistola de aire 10 m (equipos)            | Finlandia · 1531                      | Brasil · 1530                         | Suecia · 1529                             |
| Blanco móvil 50 m                         | Juha Rannikko · Finlandia · 572       | John Gough Reino Unido 570            | Carlos Silva Monterroso · Guatemala · 566 |
| Blanco móvil 50 m (equipos)               | RFA 1493                              | Estados Unidos 1484                   | Colombia · 1484                           |
| Blanco móvil mixto 50 m                   | Giovanni Mezzani · Italia · 387       | Günther Danne RFA 384                 | Ezio Cini · Italia · 383                  |
| Blanco móvil mixto 50 m (equipos)         | Italia · 1517                         | RFA 1504                              | Finlandia · 1498                          |
| Foso                                      | Eladio Vallduví España 198            | Silvano Basagni · Italia · 197        | Eli Ellis Australia 195                   |
| Foso (equipos)                            | Estados Unidos 580                    | Japón 576                             | España 576                                |
| Skeet                                     | Luciano Benetti · Italia · 197        | Firmo Emilio Roberti Argentina 193    | Romano Garagnani · Italia · 193           |
| Skeet (equipos)                           | Italia · 578                          | Francia 571                           | Suecia · 571                              |

### Femenino
| Evento                               | Oro                                 | Plata                           | Bronce                              |
| ------------------------------------ | ----------------------------------- | ------------------------------- | ----------------------------------- |
| Rifle 3 posiciones 50 m              | Wanda Oliver Estados Unidos 580     | Karen Monez Estados Unidos 575  | Christina Gustafsson · Suecia · 569 |
| Rifle 3 posiciones 50 m (equipos)    | Estados Unidos 1705                 | Suecia · 1691                   | Francia 1668                        |
| Rifle en pos. tendida 50 m           | Sue Ann Sandusky Estados Unidos 596 | Dominique Esnault Francia 595   | Karen Monez Estados Unidos 591      |
| Rifle en pos. tendida 50 m (equipos) | Estados Unidos 1768                 | Francia 1764                    | Australia 1759                      |
| Rifle de aire 10 m                   | Wanda Oliver Estados Unidos 385     | Karen Monez Estados Unidos 380  | Park Nam-Soon Corea del Sur 380     |
| Rifle de aire 10 m (equipos)         | Estados Unidos 1140                 | Corea del Sur 1126              | RFA 1116                            |
| Pistola 25 m                         | Kimberly Dyer Estados Unidos 590    | Brida Beccarelli · Suiza · 584  | Helvi Leppämäki · Finlandia · 584   |
| Pistola 25 m (equipos)               | Dinamarca 1726                      | Australia 1725                  | Estados Unidos 1724                 |
| Pistola de aire 10 m                 | Kerstin Hansson · Suecia · 382      | Gun Näsman · Suecia · 378       | Moon Yang-Ja Corea del Sur 378      |
| Pistola de aire 10 m (equipos)       | Suecia · 1129                       | Australia 1108                  | Corea del Sur 1107                  |
| Foso                                 | Susan Nattrass · Canadá · 195       | Wanda Gentiletti · Italia · 185 | María del Carmen García España 179  |
| Foso (equipos)                       | Italia · 387                        | España 385                      | Estados Unidos 382                  |
| Skeet                                | Bianca Hansberg · Italia · 189      | Terry Bankey Estados Unidos 186 | Ruth Jordan RFA 183                 |
| Skeet (equipos)                      | RFA 395                             | Estados Unidos 393              | Corea del Sur 268                   |

## Medallero
| Núm. | País           | Oro | Plata | Bronce | Total |
| ---- | -------------- | --- | ----- | ------ | ----- |
| 1    | Estados Unidos | 18  | 9     | 6      | 33    |
| 2    | Finlandia      | 6   | 4     | 9      | 19    |
| 3    | Italia         | 6   | 4     | 3      | 13    |
| 4    | RFA            | 5   | 7     | 5      | 17    |
| 5    | Suiza          | 5   | 6     | 4      | 15    |
| 6    | Suecia         | 5   | 3     | 7      | 15    |
| 7    | Reino Unido    | 4   | 3     | 2      | 9     |
| 8    | España         | 1   | 1     | 2      | 4     |
| 9    | Canadá         | 1   | 1     | 0      | 2     |
| 10   | Dinamarca      | 1   | 0     | 0      | 1     |
| 11   | Francia        | 0   | 4     | 1      | 5     |
| 12   | Corea del Sur  | 0   | 3     | 5      | 8     |
| 13   | Australia      | 0   | 2     | 2      | 4     |
| 14   | Japón          | 0   | 2     | 0      | 2     |
| 15   | Brasil         | 0   | 1     | 1      | 2     |
|      | Noruega        | 0   | 1     | 1      | 2     |
| 17   | Argentina      | 0   | 1     | 0      | 1     |
| 18   | Austria        | 0   | 0     | 2      | 2     |
| 19   | Colombia       | 0   | 0     | 1      | 1     |
|      | Guatemala      | 0   | 0     | 1      | 1     |
|      | TOTAL          | 52  | 52    | 52     | 156   |